# Ljumbarda
Lumbardh en albanais et Ljumbarda en serbe latin (en serbe cyrillique : Љумбарда) est une localité du Kosovo située dans la commune/municipalité de Deçan/Dečani, district de Gjakovë/Đakovica (Kosovo) ou de Pejë/Peć (Serbie). Selon le recensement kosovar de 2011, elle compte 717 habitants.

## Démographie

### Évolution historique de la population dans la localité
| 1948 | 1953 | 1961 | 1971 | 1981 | 1991  | 2011 |
| ---- | ---- | ---- | ---- | ---- | ----- | ---- |
| 448  | 477  | 505  | 580  | 815  | 1 045 | 717  |

|  |

### Répartition de la population par nationalités (2011)
En 2011, les Albanais représentaient 99,86 % de la population.